# مارك اندروز
مارك اندروز (بالإنجليزية: Mark Andrews)‏ (و. 1970 – م) هو مخرج أفلام، وكاتب سيناريو، ورسام رسوم متحركة، من الولايات المتحدة الأمريكية، ولد في لوس أنجلوس.

## التعليم
تعلم في معهد كاليفورنيا للفنون.

## جوائز وترشيحات
حصل على جوائز منها:
- جائزة الأوسكار لأفضل فيلم صور متحركة، عن عمل: أسطورة مريدا.

ترشح لـ:
- جائزة الأوسكار لأفضل فيلم رسوم متحركة قصير، عن عمل: فرقة من رجل واحد
- جائزة الأوسكار لأفضل فيلم صور متحركة، عن عمل: أسطورة مريدا.

## وصلات خارجية
- مارك اندروز على موقع IMDb (الإنجليزية)
- مارك اندروز على موقع ألو سيني (الفرنسية)
- مارك اندروز على موقع ميوزك برينز (الإنجليزية)
- مارك اندروز على موقع أول موفي (الإنجليزية)
- مارك اندروز على موقع بوكس أوفيس موجو (الإنجليزية)
- مارك اندروز على موقع قاعدة بيانات الأفلام السويدية (السويدية)
- مارك اندروز على موقع قاعدة بيانات الفيلم (الإنجليزية)
- مارك اندروز على موقع كينوبويسك (الروسية)